# Aloe castanea
Aloe castanea é uma espécie de liliopsida do gênero Aloe, pertencente à família Asphodelaceae.